# كهف أورلوفاكا
كهف الاورلوفاكا أطول كهف في الجمهورية الصربية وثاني أطول كهف في البوسنة والهرسك . يقع على تل الاورلوفاكا، 10 كيلو متر(6.2 ميل ) غرب بالي ، و 15 كم ( 9.3 ميل) شرق سراييفو . يعرف عند السكان المحليين بـ كهف الساڤا .
أول بعثة استكشافية دخلت الكهف في عام 1975، ومنذ ذلك، حوالي 2.500 متر ( 8200 قدم) منه تم اكتشافه، واحد من بعثات الكهف وجدت عظام دب في الكهف عمره تقريباً 16.000 سنة . في المناطق المجاورة، وجد بقايا من فأس وقطع سيراميك تعود لزمن ماقبل التاريخ . الكهف يمتاز بمناخه المستقر طوال السنة فدرجة الحرار داخله فقط 8.8 درجة سيليسيوس ( 47.8 درجة فهرنهايت ) والرطوبة أكثر من 90٪؜ .
الكهف تحت حماية معهد حماية الجمهورية لحماية الثقافة، التاريخ، الطبيعة، تراث جمهورية الصربا، واختير بالتصنيف الأول للحماية .
كهف الاورلوفاكا هو الكهف الوحيد في الجمهورية الصربية المفتوح لزيارة السياح.

## روابط خارجية
وسائط تعود لكهف الاورلوفاكا على ويكميديا
```
تصنيف الكهوف في البوسنة والهرسك
```